# Falco araeus
El cernícalo de las Seychelles (Falco araeus) es una especie de ave de presa de la familia Falconidae. Es endémica de las Seychelles, único lugar donde cría. Es conocido en el idioma criollo como Katiti debido a su llamada fuerte y penetrante.

## Descripción
Es el más pequeño entre los cernícalos, con 18-23 cm de largo y una envergadura alar de 40–45 cm. Las alas son relativamente cortas y redondeadas. En el macho adulto las partes superiores son de color marrón rojizo con manchas negras, mientras que las inferiores son beige sin mancha. La cabeza y la grupa son de color gris-azulado. La cola es del mismo color con barras de color negro. El pico es oscuro y las patas y la cera son de color amarillo. Las hembras son similares a los machos en apariencia, pero son un poco más grandes y más pálidas. Las aves inmaduras tienen la cabeza atravesada por franjas marrones y manchas en el pecho.

## Ecología
Se puede ver en los bosques, matorrales y tierras de cultivo y alrededor de acantilados rocosos y casas. Rara vez se cierne, generalmente espera sentado en una percha a que una presa pase, a continuación, desciende rápidamente para atraparlo. Lagartos, en particular los geckos (Phelsuma) y especies del género  Mabuya , constituyen el 72 % de su dieta, que también incluye aves pequeñas, ranas, ratas e insectos.
El territorio de reproducción abarca apenas 40 hectáreas, la más pequeña entre las aves de presa. La reproducción tiene lugar entre agosto y octubre. El nido estará situado en un acantilado, árbol o un edificio. Es un hueco simple sin  material aportado. Ponen dos o tres huevos, que son de color blanco con manchas marrones, y serán incubados 28-31 días. Las aves jóvenes comienzan a desplegar las alas después de 35-42 días y luego permanecer con sus padres por otras 14 semanas.

## Conservación
La especie tiene una población de alrededor de 800 aves y se clasifica como Vulnerable. Los nidos de las tierras bajas tienen una alta tasa de fracasos (alrededor del 70-80 %). Es probable que en el pasado criara en toda las islas graníticas del centro de las Seychelles pero que actualmente se conoce que sólo se reproducen en Mahé, Silhouette, Isla de North, Praslin y algunas pequeñas islas adyacentes. Fue reintroducido en Praslin en 1977.
Las amenazas que se cree que sufre son: pérdida de hábitat por la tala de árboles, el desarrollo de viviendas y los incendios, así como la depredación y la competencia de las especies introducidas: Ratas, gatos y lechuzas han reducido la población de lagartos de la que los cernícalos dependen. Las lechuzas y los estorninos asiáticos han ocupado muchos de los sitios de anidación adecuados.
La persecución por los seres humanos es rara. En el pasado, cernícalos fueron cazados porque se les consideraba un presagio de muerte.